# Morfasso
Morfasso (emilián nyelven Murfàs vagy Murfès) település Olaszországban, Emilia-Romagna régióban, Piacenza megyében. Lakosainak száma 884 fő (2023. január 1.). Morfasso Bettola, Bore, Gropparello, Lugagnano Val d’Arda, Vernasca, Bardi és Farini községekkel határos.

## Népesség
A település lakossága az elmúlt években az alábbi módon változott:
| Lakosok száma | 1013 | 972  | 884  |
|               | 2017 | 2018 | 2023 |